# Маттарелли, Эннио
Эннио Маттарелли (итал. Ennio Mattarelli; род. 5 августа 1928, Болонья) — итальянский стрелок, чемпион летних Олимпийских игр 1964 и участник летних Олимпийских игр 1968.